# Just Now
Just Now — российская альтрок/мелодик-пост-хардкор группа из Смоленска, исполняющая свои песни как на русском, так и на английском языках. Создана 7 сентября 2007 года. Первый студийный EP-альбом «Мы Сами Рисуем Свой Мир» появился на свет летом 2009 года. Официальный релиз первого полноценного лонгплей-альбома «Time After Time» состоялся 25 июля 2013 года. В начале 2016 года JUST NOW выпустили студийный EP-альбом «Куда Приводят Мечты», релиз которого состоялся 15 января 2016 года.

## История
Изначально самые ранние участники коллектива Антон Павликов, Павел Чечиков, Юрий Шевцов и Александр Парамонов собрали поп-панк группу «The Mess» в 2004 году. Группа просуществовала до 2006 года, записав домашний демо мини-альбом «Let’s Mess About!» в 2005 году, и выступив несколько раз на местных городских фестивалях, а также в клубе Б-2 в Москве. В 2007 году в коллектив приходят новые участники, название группы меняется на «JUST NOW» и выходит в свет первый сингл «There’s Only Silence», а чуть позже — EP «Your Stupid Life». JUST NOW выступают на разогреве таких исполнителей, как «Наив» и «Блондинка Ксю».
В 2007 году Александр Парамонов уехал в Санкт-Петербург. 7 сентября 2007 года на смену ему пришёл новый барабанщик Максим Бакунов. Эта дата и считается официальным днём основания группы. В 2008 году вместе с гитаристом Александром Жижкевичем и бас-гитаристом Алексеем Кутуковым группа записала EP «Indifference of Yours» и дала несколько концертов в местных клубах. В конце 2008 года группу покинул гитарист и на его место пришёл Павел Чечиков, участвовавший в «The Mess» в 2004 году. Вместе с ним в 2009 году JUST NOW выпустили свой первый официальный EP-альбом, состоящий из 6 треков, «Мы сами рисуем свой мир».
После многократных изменений в составе и творческих поисков в 2010 году в группу приходит клавишница Саша Павликова. Выходит в свет EP «Жадное время». В 2011 году JUST NOW снимают первый любительский клип «Жадное время», режиссёром которого становится смоленская студия «THS-Group». В 2012 году Саша Павликова переходит с клавиш на бас-гитару и появляется новый гитарист Олег Северинов.
В 2012 году JUST NOW празднуют свой 5-летний юбилей, дают ряд концертов и начинают запись первого полноценного студийного лонгплей-альбома «Time After Time», официальный релиз которого состоялся 25 июля 2013 года. В процессе записи группу покинул гитарист и на смену ему пришёл Дмитрий Федорович, с которым была дописана вторая половина альбома. Данный альбом стал первым коммерческим релизом группы, доступным для покупки и скачивания в таких популярных интернет магазинах как iTunes, а также был издан на CD в диджипаках ограниченным тиражом.
В конце 2013 года барабанщик Максим Бакунов покидает проект и становится участником петербургской группы «МультFильмы». Место Максима впоследствии занимает Игорь Савенко, ранее известный игрой на ударных в панк-группе «Бешеный Рецепт». Вместе с ним начинается работа над новыми треками и подготовка концертной программы.
В 2015 году Дмитрий Федорович покинул коллектив и на его место пришёл новый гитарист Андрей Котенков. Павликова снова заняла роль клавишницы, а бас-гитаристкой стала Нелли Меркулова, ранее уже принимавшая участие в 2011 году. Этим составом JUST NOW дают ряд концертов, а также выступают на одной сцене с Вадимом Самойловым и группой Агата Кристи. В конце 2015 года JUST NOW начинают записывать новый EP-альбом «Куда Приводят Мечты», и 15 января 2016 года релиз официально выходит в свет. Однако, сразу после записи новых песен, бас-гитаристка Нелли Меркулова и барабанщик Игорь Савенко покидают коллектив из-за личных обстоятельств. Чуть позже уходит и гитарист Андрей Котенков. На его место приходит Дима Крукле, а новым барабанщиком становится Вадим Колесников. В таком обновлённом составе JUST NOW начинают работу над новым материалом. В мае 2017 года JUST NOW дают несколько концертов.

## Состав группы
- Антон Павликов — вокал, гитара (с 2007)
- Дима Крукле — гитара (с 2017)
- Вадим Колесников — ударные (с 2016)
- Саша Павликова — синтезатор (с 2010)

### Бывшие участники
- Максим Бакунов — ударные (2007—2013)
- Павел Чечиков — гитара (2008—2009)
- Алексей Кутуков — бас-гитара (2007—2010)
- Дмитрий Федорович — гитара (2013—2015)
- Олег Северинов — гитара (2012)
- Нелли Меркулова — бас-гитара (2011, 2015)
- Александр Парамонов — ударные (2007)
- Александр Жижкевич — гитара (2007—2008)
- Юрий Шевцов — бас-гитара (2007)
- Павел Гринкевич — бас-гитара (2011)
- Игорь Буткус — гитара (2007)
- Андрей Котенков — гитара (2015—2017)
- Денис Болотов — бас-гитара (2009)
- Александр Лесков — ударные (2009)
- Егор Поротиков — бас-гитара (2016)

## Дискография
| Год  | Название                  | Тип релиза |
| ---- | ------------------------- | ---------- |
| 2007 | «There’s Only Silence»    | Сингл      |
| 2007 | «Your Stupid Life»        | EP         |
| 2008 | «Indifference Of Yours»   | EP         |
| 2009 | «Мы Сами Рисуем Свой Мир» | EP         |
| 2010 | «Жадное Время»            | EP         |
| 2013 | «Time After Time»         | Альбом     |
| 2016 | «Куда Приводят Мечты»     | EP         |